# Gemeindeverwaltungsverband Meersburg
Der Gemeindeverwaltungsverband Meersburg ist ein freiwilliger Zusammenschluss der Stadt Meersburg und der Gemeinden Daisendorf, Hagnau am Bodensee, Stetten und Uhldingen-Mühlhofen im baden-württembergischen Bodenseekreis in Deutschland.
Der Gemeindeverwaltungsverband ist eine Körperschaft des öffentlichen Rechts. Die fünf Mitglieder behalten jedoch ihre rechtliche Selbstständigkeit. Der Gemeindeverwaltungsverband nimmt Aufgaben als Untere Baurechtsbehörde und Untere Denkmalschutzbehörde wahr. Ferner ist es zuständig für Fragen des Gaststätten- und Gewerberecht.
Die Geschäftsstelle des Gemeindeverwaltungsverbands befindet sich im Meersburger Rathaus.

## Mitglieder
| Stadt/Gemeinde                 | Meersburg      | Stetten          | Uhldingen- Mühlhofen | Hagnau       | Daisendorf        |
| Wappen                         |                |                  |                      |              |                   |
| Einwohner (31. Dezember 2023)  | 5929           | 987              | 8277                 | 1413         | 1512              |
| Fläche (km²)                   | 12,08          | 4,30             | 15,66                | 2,93         | 2,44              |
| Bevölkerungsdichte (Einw./km²) | 491            | 230              | 529                  | 482          | 620               |
| Vorwahl                        | 0 75 32        | 0 75 32          | 0 75 56              | 0 75 32      | 0 75 32           |
| Gemeindeschlüssel              | 08 4 35 036    | 08 4 35 054      | 08 4 35 066          | 08 4 35 018  | 08 4 35 010       |
| PLZ                            | 88709          | 88719            | 88690                | 88709        | 88718             |
| Anschrift                      | Marktplatz 1   | Schulstraße 18   | Aachstraße 4         | Im Hof 5     | Ortsstraße 22     |
| Bürgermeister                  | Robert Scherer | Daniel Heß (CDU) | Dominik Männle       | Volker Frede | Jaqueline Alberti |
| Internetauftritt               | Meersburg      | Stetten          | Uhldingen- Mühlhofen | Hagnau       | Daisendorf        |